# Putdeksel

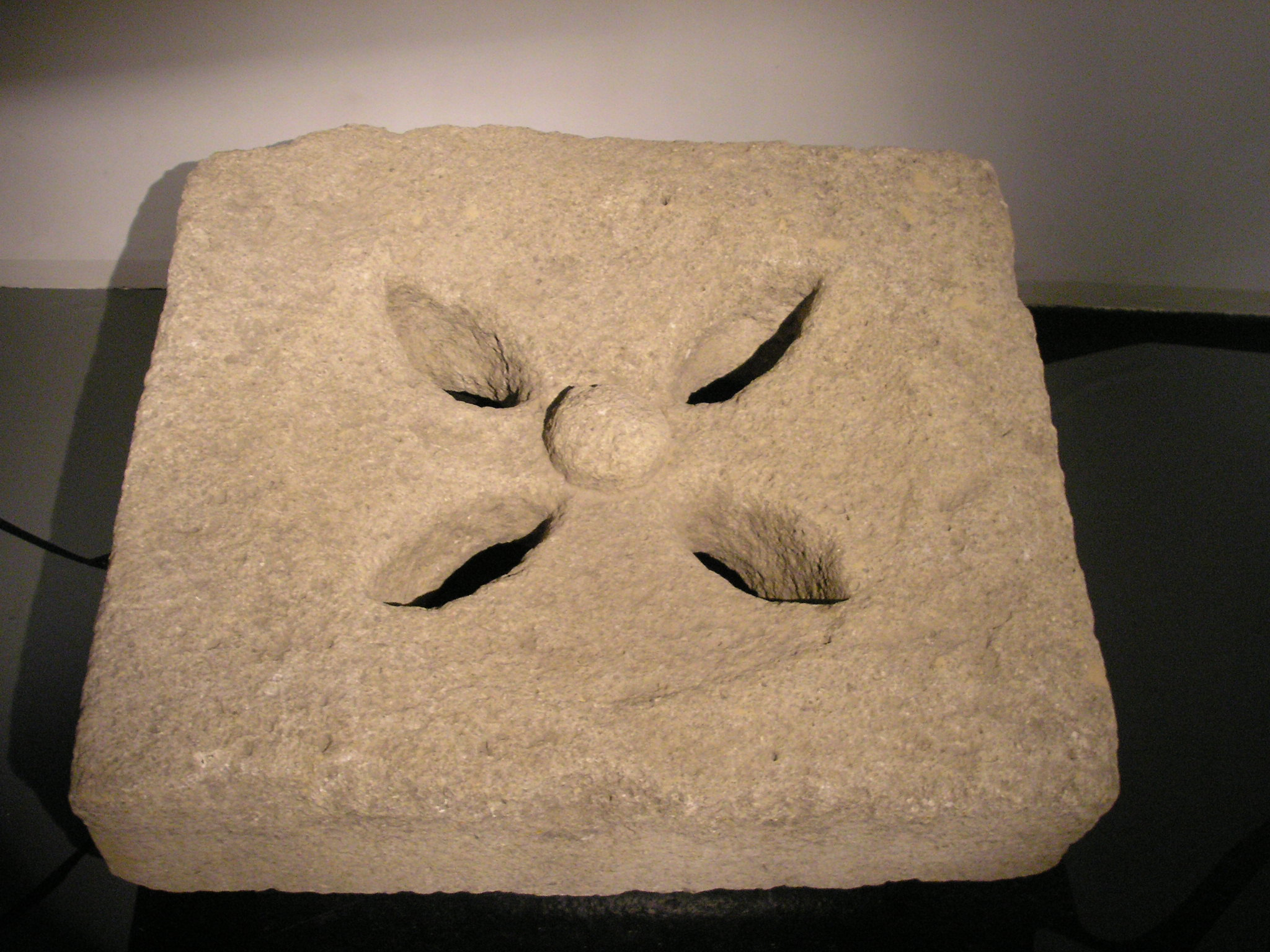
Romeins putdeksel van zandsteen

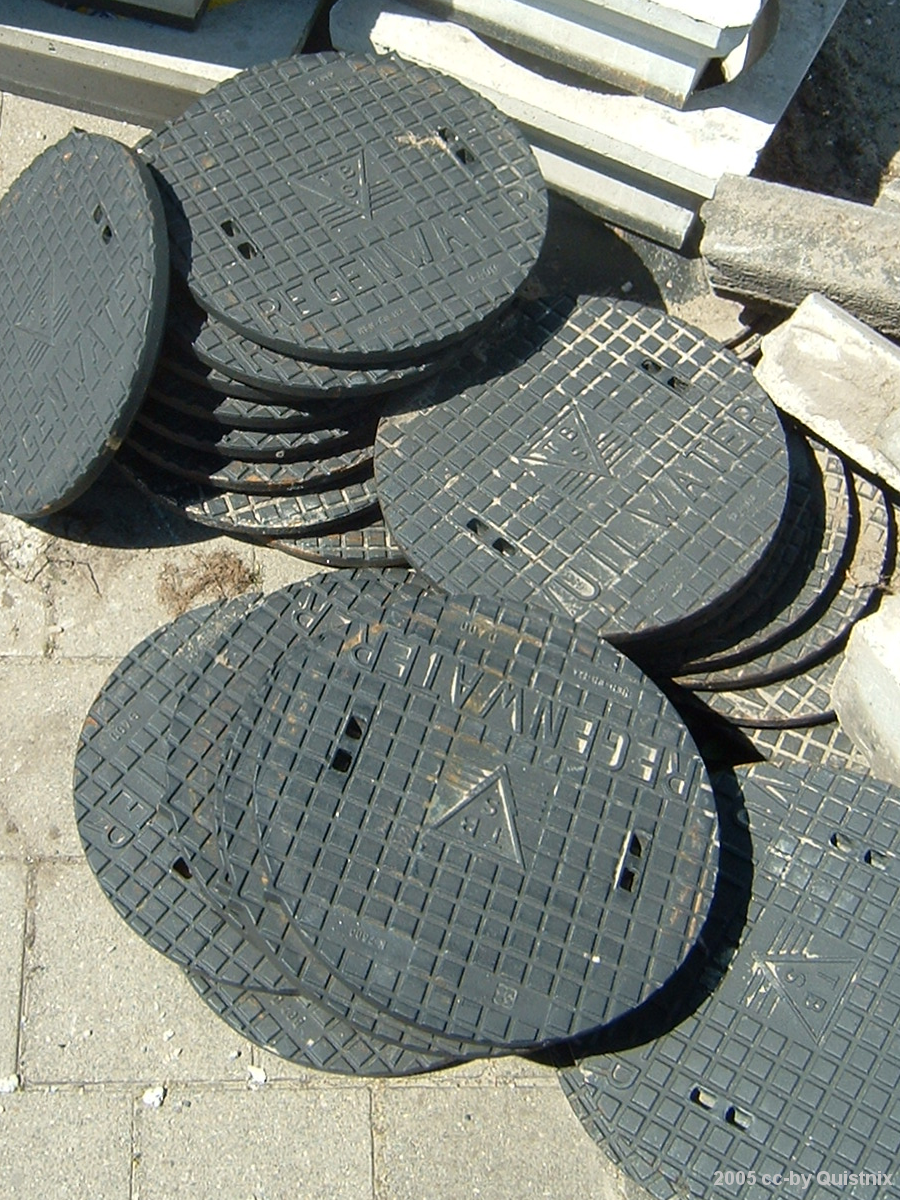
Putdeksels, tekst: VUILWATER en REGENWATER

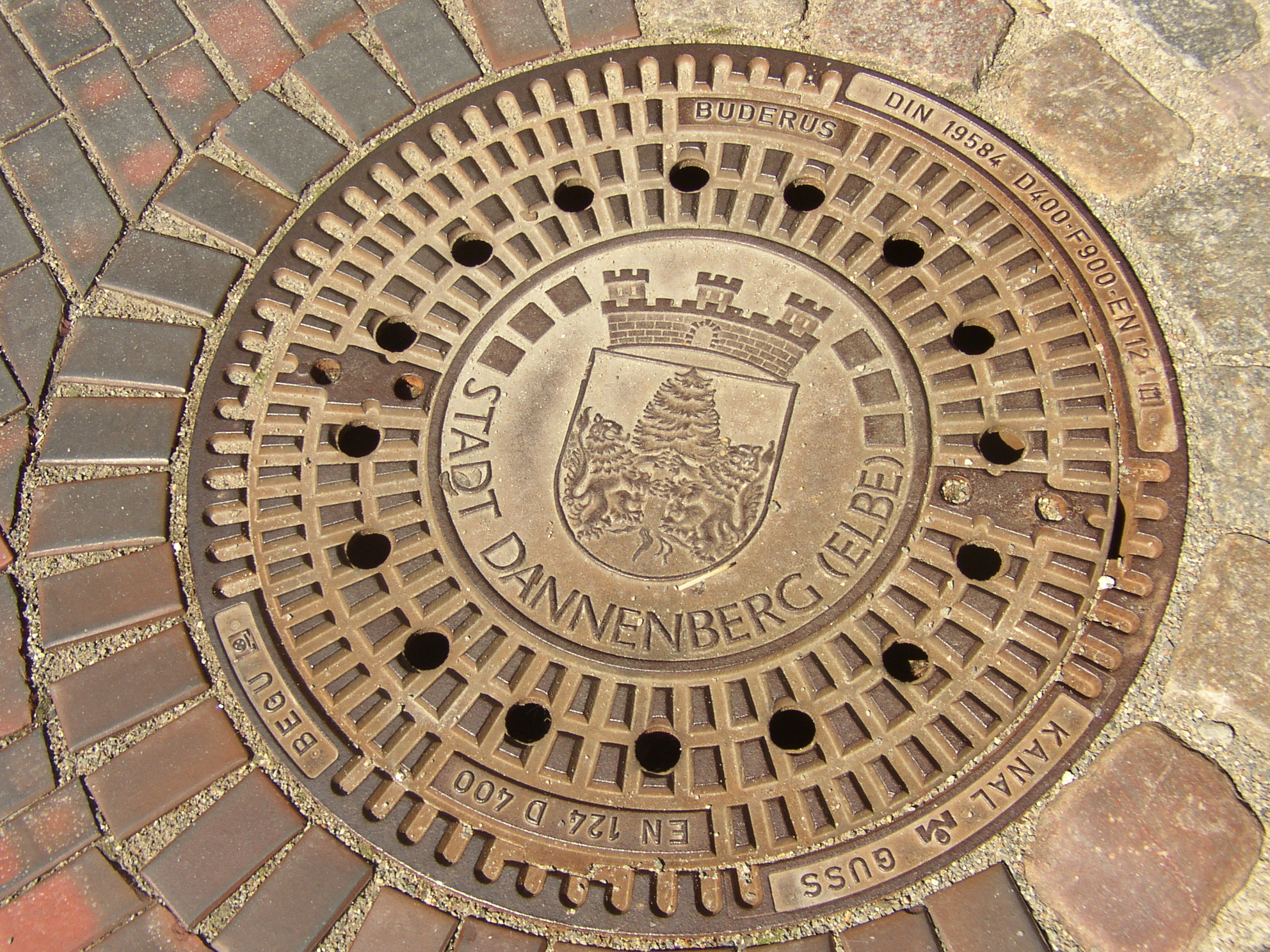
Putdeksel met wapen: STADT DANNENBERG (ELBE)

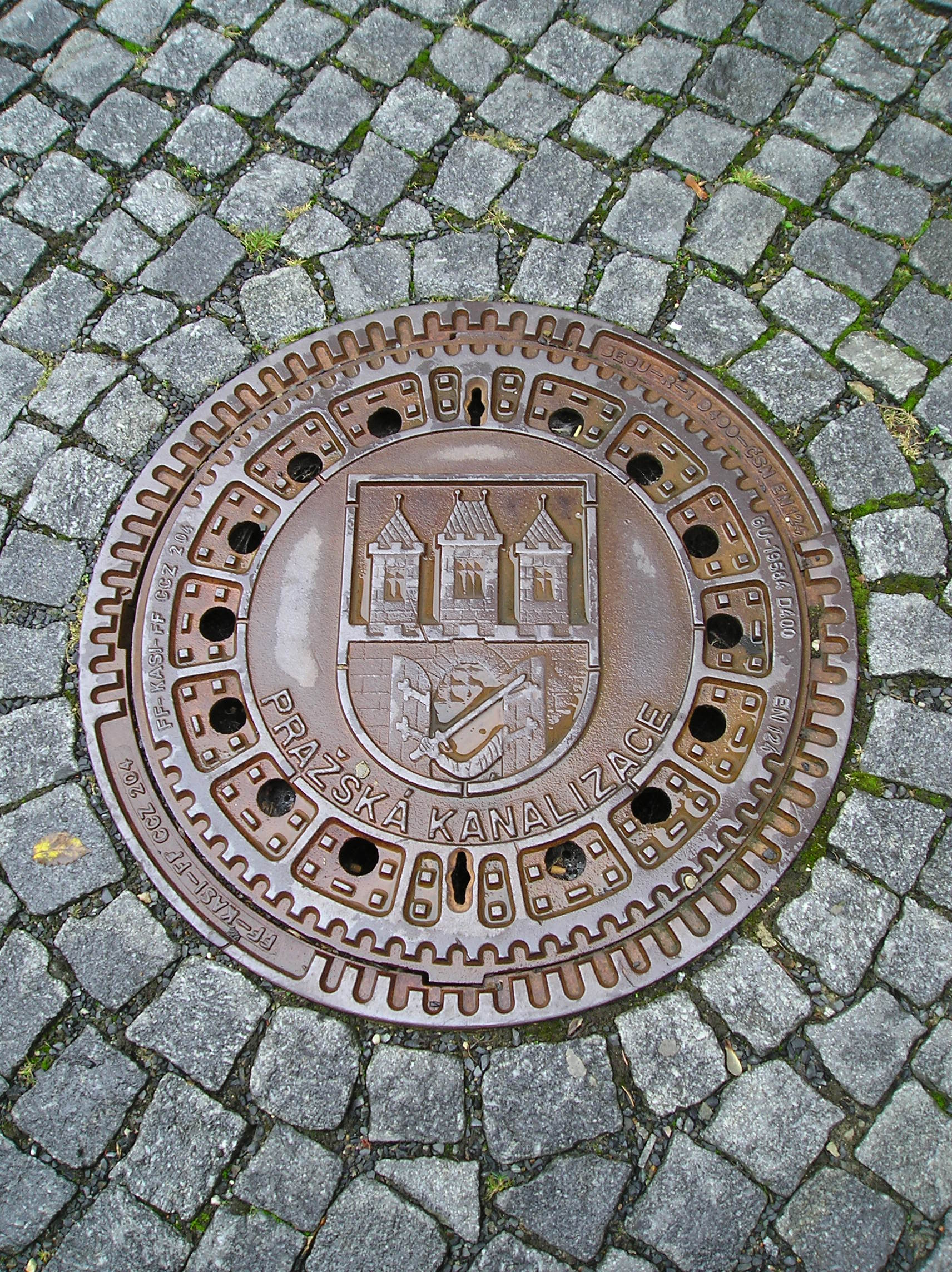
Praag

Een putdeksel is een deksel om de opening van een put af te sluiten, tegenwoordig meestal van zwaar metaal, soms van kunststof. De meeste putdeksels zijn in het wegdek te vinden en dekken vaak een gat boven in een rioolput af. Het deksel is meestal rond, gemaakt van gietijzer en is zwaar van gewicht.
De oudst bekende putdeksels stammen uit het Romeinse Rijk en waren meestal uit steen gehouwen.

## Vorm
Over het algemeen kan geconcludeerd worden dat oude putdeksels vierkant zijn en moderne rond. Welke vorm zij echter ook hebben, op alle deksels is reliëf aangebracht om grip te creëren.
Oorspronkelijk was de reden voor de overstap naar rond dat een rond putdeksel niet in de put kan vallen. Een vierkant putdeksel zou (diagonaal) wel in het eigen gat kunnen vallen. Dat is vooral gevaarlijk als iemand in de schacht aan het werk is voor onderhoud. Door verbeterde ontwerpen kunnen vierkante deksels, bijvoorbeeld met scharnieren, ook veilig zijn. Ronde deksels zijn lichter dan vierkante deksels met eenzelfde doorsnede.
Ondanks dat het putdeksel rond is, is het ijzeren frame rond een put bijna altijd vierkant. Het vierkante frame heeft een voordeel bij de bestrating: er kan makkelijker om de put heen betegeld worden. Ronde frames zie je alleen op plaatsen waar de bestrating centrisch of waaiervormig is of als de put in asfalt geplaatst wordt. Een vierkant frame zorgt bij deze vormen van bestrating namelijk weer voor problemen.

## Opschriften
De meeste putdeksels hebben opschriften die aangeven wie de fabrikant is, of wie de eigenaar, of wat zich eronder bevindt. Sommige zijn versierd met stads- of gemeentewapens, of hebben een tekening in reliëf. In Japan zijn putdeksels te vinden met daarop ingekleurde afbeeldingen. Er bestaat een hobby met de naam "manhole cover rubbing". Mensen die deze hobby beoefenen, gebruiken de putdeksels als matrijs en smeren ze in met drukinkt om er vervolgens textiel op plat te drukken. De tekst of afbeelding op het putdeksel wordt in spiegelbeeld op het textiel, bijvoorbeeld een linnen tas, overgebracht.

## Raceauto kan putdeksel oplichten
Wanneer een zware vrachtwagen over een putdeksel rijdt, mag het putdeksel niet door trillingen opgelicht worden. Maar door zijn aerodynamica wordt een raceauto bij hoge snelheden sterk tegen het wegdek gedrukt voor een betere grip van de banden. Daardoor is er onder de raceauto een lage luchtdruk die sterk genoeg is om een putdeksel op te lichten. Bij straatraces met formule 1-wagens worden putdeksels meestal vastgelast.
Putdeksels worden bij een hevige regenbui weleens uit hun sponning gelicht als het waterpeil in het riool hoger oploopt dan het straatpeil.

## Trivia
- Het Station Rotterdam Blaak wordt soms een putdeksel (of een vliegende schotel) genoemd.
- In 2013 kreeg iedere Nederlandse stad ter gelegenheid van de troonsbestijging van koning Willem-Alexander een putdeksel waarop de vorst is afgebeeld.[2]